# Phoradendron pauciflorum
Phoradendron pauciflorum är en sandelträdsväxtart som beskrevs av John Torrey. Phoradendron pauciflorum ingår i släktet Phoradendron och familjen sandelträdsväxter. Inga underarter finns listade i Catalogue of Life.